# Marian River
Der Marian River ist ein Fluss in den kanadischen Nordwest-Territorien.
Der Marian River bildet den Abfluss des Zinto Lake. Er fließt anfangs in überwiegend südsüdwestlicher Richtung. Er durchfließt den Saddle Lake und mündet in den Mazenod Lake. Diesen verlässt er an dessen Südostufer und setzt seinen Lauf in südsüdöstlicher Richtung fort. Dabei durchfließt er die Seen Bea Lake und Hislop Lake. Anschließend nimmt er den Emile River von links und den Rivière la Martre, den Abfluss des westlich gelegenen Lac la Martre, von rechts auf. Kurz vor seiner Mündung in das nördliche Ende des Marian Lake durchfließt der Marian River noch den kleinen See Shoti Lake. Das Wasser des Marian Lake fließt über den Frank Channel in den südlich gelegenen Großen Sklavensee ab. Der Marian River hat eine Länge von ungefähr 200 km.